# Флаг Тюменской области
Флаг Тюме́нской области является символом Тюменской области Российской Федерации.
Ныне действующий флаг утверждён 24 октября 2008 года и внесён в Государственный геральдический регистр Российской Федерации с присвоением регистрационного номера 4307.

## Описание
Первый флаг Тюменской области был принят решением депутатов областной думы 11 мая 1995 года.

Флаг Тюменской области представляет собой прямоугольное полотнище из трёх равных по ширине горизонтальных полос: верхний — белого, средний — синего и нижний — зелёного с наложением на них со стороны древка прямоугольного равнобедренного треугольника красного цвета.
Посередине синей полосы по горизонтали расположены три равноудалённые короны, стилизованные под оленьи рога — традиционный элемент национального орнамента северных народов области, первая корона слева в точности воспроизводит корону герба Тюменской области.
Отношение ширины флага к его длине — 2:3.

24 октября 2008 года, постановлением Тюменской областной Думы в описание флага были внесены изменения, касающиеся размера красного треугольника и вида корон:

Флаг Тюменской области представляет собой: 

прямоугольное полотнище с отношением ширины к длине 2:3, состоящее из горизонтальных полос одинаковой ширины — белого, синего и зелёного цветов, несущее у древка красный равнобедренный треугольник с высотой в 1/4 от длины полотнища, основание которого совпадает с краем у древка; на синей полосе помещено изображение трёх жёлтых корон особого вида стилизованные под оленьи рога — традиционный элемент национального орнамента северных народов области (о четырёх видимых зубцах, из которых два средние раздвоены; все концы зубцов скруглены), одна подле другой.

## Флаги муниципальных образований
На 1 января 2020 года в Тюменской области (без автономных округов) насчитывалось 299 муниципальных образований — 6 городских округов, 20 муниципальных районов и 273 сельских поселения.

### Флаги городских округов
| Флаг | Наименование                                                   | Дата утверждения | Номер в ГГР |
| ---- | -------------------------------------------------------------- | ---------------- | ----------- |
|      | Флаг муниципального образования городской округ город Тюмень   | 28 апреля 2005   | 1842        |
|      | Флаг Голышмановского городского округа                         | 25 февраля 2010  | 6046        |
|      | Флаг муниципального образования Заводоуковский городской округ | 28 октября 2005  | 2061        |

| Флаг | Наименование                                                   | Дата утверждения | Номер в ГГР |
| ---- | -------------------------------------------------------------- | ---------------- | ----------- |
|      | Флаг муниципального образования «Город Ишим»                   | 27 октября 2004  | 1613        |
|      | Флаг муниципального образования городской округ город Тобольск | 19 июня 2007     | 3258        |
|      | Флаг муниципального образования город Ялуторовск               | 30 октября 2003  | 5923        |

### Флаги муниципальных районов
| Флаг | Наименование                                | Дата утверждения | Номер в ГГР |
| ---- | ------------------------------------------- | ---------------- | ----------- |
|      | Флаг Абатского муниципального района        | 23 сентября 2011 | 7282        |
|      | Флаг Армизонского муниципального района     | 31 марта 2010    | 5921        |
|      | Флаг Аромашевского муниципального района    | 24 апреля 2013   | 8502        |
|      | Флаг Бердюжского муниципального района      | 26 января 2011   | 6553        |
|      | Флаг Вагайского муниципального района       | 23 декабря 2011  | 7528        |
|      | Флаг Викуловского муниципального района     | 9 февраля 2007   | 2798        |
|      | Флаг Исетского муниципального района        | 27 октября 2005  | 2072        |
|      | Флаг Ишимского муниципального района        | 29 декабря 2010  | 6705        |
|      | Флаг Казанского муниципального района       | 6 июля 2011      | 7138        |
|      | Флаг Нижнетавдинского муниципального района | 31 октября 2005  | 2059        |

| Флаг | Наименование                             | Дата утверждения | Номер в ГГР |
| ---- | ---------------------------------------- | ---------------- | ----------- |
|      | Флаг Омутинского муниципального района   | 25 ноября 2004   | 1733        |
|      | Флаг Сладковского муниципального района  | 17 июня 2011     | 7140        |
|      | Флаг Сорокинского муниципального района  | 24 апреля 2009   | 4944        |
|      | Флаг Тобольского муниципального района   | 22 июля 2008     |             |
|      | Флаг Тюменского муниципального района    | 30 июня 2006     | 2404        |
|      | Флаг Уватского муниципального района     | 26 мая 2014      | 9252        |
|      | Флаг Упоровского муниципального района   | 23 ноября 2007   | 3906        |
|      | Флаг Юргинского муниципального района    | 30 октября 2012  | 8014        |
|      | Флаг Ялуторовского муниципального района | 27 апреля 2006   | 2406        |
|      | Флаг Ярковского муниципального района    | 20 апреля 2010   | 6227        |

### Флаги сельских поселений
| Флаг | Наименование                                                                         | Дата утверждения               | Номер в ГГР |
| ---- | ------------------------------------------------------------------------------------ | ------------------------------ | ----------- |
|      | Флаг муниципального образования посёлок Андреевский Тюменского муниципального района | 23 сентября 2008               | 4375        |
|      | Флаг Богандинского муниципального образования Тюменского муниципального района       | 15 октября 2008                | 4377        |
|      | Флаг муниципального образования посёлок Боровский Тюменского муниципального района   | 26 января 2007                 | 2795        |
|      | Флаг Винзилинского муниципального образования Тюменского муниципального района       | 18 сентября 2008 7 ноября 2019 | 4474        |
|      | Флаг Горьковского муниципального образования Тюменского муниципального района        | 22 августа 2008                | 4381        |
|      | Флаг Ембаевского муниципального образования Тюменского муниципального района         | 14 октября 2008                | 4383        |
|      | Флаг Каменского муниципального образования Тюменского муниципального района          | 16 октября 2008                | 4393        |
|      | Флаг Каскаринского муниципального образования Тюменского муниципального района       | 24 сентября 2008               | 4395        |
|      | Флаг Кулаковского муниципального образования Тюменского муниципального района        | 1 декабря 2008                 | 4587        |
|      | Флаг Мальковского муниципального образования Тюменского муниципального района        | 19 сентября 2008               | 4397        |

| Флаг | Наименование                                                                     | Дата утверждения | Номер в ГГР |
| ---- | -------------------------------------------------------------------------------- | ---------------- | ----------- |
|      | Флаг Московского муниципального образования Тюменского муниципального района     | 23 сентября 2008 | 4590        |
|      | Флаг Муллашинского муниципального образования Тюменского муниципального района   | 22 сентября 2008 | 4399        |
|      | Флаг Наримановского муниципального образования Тюменского муниципального района  | 26 сентября 2008 | 4401        |
|      | Флаг Новотарманского муниципального образования Тюменского муниципального района | 18 сентября 2008 | 4405        |
|      | Флаг Онохинского муниципального образования Тюменского муниципального района     | 30 сентября 2008 | 4407        |
|      | Флаг Переваловского муниципального образования Тюменского муниципального района  | 8 июля 2008      | 4267        |
|      | Флаг Салаирского муниципального образования Тюменского муниципального района     | 5 декабря 2008   | 4589        |
|      | Флаг Успенского муниципального образования Тюменского муниципального района      | 7 октября 2008   | 4411        |
|      | Флаг Червишевского муниципального образования Тюменского муниципального района   | 24 сентября 2008 | 4413        |
|      | Флаг Чикчинского муниципального образования Тюменского муниципального района     | 10 октября 2008  | 4415        |

### Флаги упразднённых МО
| Флаг | Наименование                                                                      | Дата утверждения | Номер в ГГР | Примечание |
| ---- | --------------------------------------------------------------------------------- | ---------------- | ----------- | --- |
|      | Флаг Княжевского муниципального образования Тюменского муниципального района      | 3 октября 2008   | 4385        | Законом Тюменской области от 1 июня 2015 года № 56, муниципальное образование рабочий посёлок Богандинский и Княжевское муниципальное образование были преобразованы в Богандинское муниципальное образование |
|      | Флаг Борковского муниципального образования Тюменского муниципального района      | 6 октября 2008   | 4379        | Законом Тюменской области от 19 апреля 2019 года № 29, Борковское, Каскаринское и Созоновское муниципальные образования были преобразованы в Каскаринское муниципальное образование                           |
|      | Флаг Созоновского муниципального образования Тюменского муниципального района     | 17 сентября 2008 | 4409        | Законом Тюменской области от 19 апреля 2019 года № 29, Борковское, Каскаринское и Созоновское муниципальные образования были преобразованы в Каскаринское муниципальное образование                           |
|      | Флаг Нижнепышминского муниципального образования Тюменского муниципального района | 2 октября 2008   | 4403        | Законом Тюменской области от 19 апреля 2019 года № 30, муниципальное образование посёлок Винзили и Нижнепышминское муниципальное образование были преобразованы в Винзилинское муниципальное образование      |

### Упразднённые флаги
| Флаг | Наименование                                                       | Дата утверждения             | Дата отмены      |
| ---- | ------------------------------------------------------------------ | ---------------------------- | ---------------- |
|      | Флаг муниципального образования «Город Ишим»                       | 30 августа 2001              | 27 октября 2004  |
|      | Флаг объединённого муниципального образования Абатский район       | 26 июня 2003                 | 23 сентября 2011 |
|      | Флаг объединённого муниципального образования Армизонский район    | 4 февраля 2003               |                  |
|      | Флаг объединённого муниципального образования Аромашевский район   | 23 марта 2003                | 24 апреля 2013   |
|      | Флаг объединённого муниципального образования Бердюжский район     |                              |                  |
|      | Флаг объединённого муниципального образования Вагайский район      | 19 июня 2003 27 апреля 2006  | 30 ноября 2012   |
|      | Флаг объединённого муниципального образования Викуловский район    | 22 апреля 2004               | 9 февраля 2007   |
|      | Флаг объединённого муниципального образования Голышмановский район |                              |                  |
|      | Флаг объединённого муниципального образования Ишимский район       | 4 октября 2002 14 марта 2006 | 19 апреля 2011   |
|      | Флаг объединённого муниципального образования Казанский район      | 28 апреля 2005               | 6 июля 2011      |

| Флаг | Наименование                                                                 | Дата утверждения | Дата отмены      |
| ---- | ---------------------------------------------------------------------------- | ---------------- | ---------------- |
|      | Флаг объединённого муниципального образования Сладковский район              | 16 мая 2003      | 17 июня 2011     |
|      | Флаг объединённого муниципального образования Сорокинский район              |                  | 24 апреля 2009   |
|      | Флаг объединённого муниципального образования Тобольский район               |                  | 22 июля 2008     |
|      | Флаг Уватского муниципального района                                         | 30 сентября 2005 | 26 мая 2014      |
|      | Флаг объединённого муниципального образования Юргинский район                | 2 августа 2002   | 12 мая 2004      |
|      | Флаг объединённого муниципального образования Юргинский район                | 12 мая 2004      |                  |
|      | Флаг объединённого муниципального образования Ярковский район                |                  |                  |
|      | Флаг Московского муниципального образования Тюменского муниципального района | 24 января 2007   | 23 сентября 2008 |
|      | Флаг Салаирского муниципального образования Тюменского муниципального района | 30 сентября 2008 | 5 декабря 2008   |